# Flash and Gleam
『Flash and Gleam』（フラッシュ・アンド・グリーム）は、日本のロックバンド・レミオロメンが2006年11月1日にSPEEDSTAR RECORDS/浮雲レーベルから発売した1枚目のライブアルバムである。

## 内容
前作『HORIZON』から約6ヶ月ぶり、初のライブアルバム。また、初の2枚組アルバムでもあり年内限定出荷の限定生産で発売された。
Disc 1は"Flash" sideと銘打たれ、2006年8月12日に山梨県の学校法人日本航空学園・滑走路で開催された、ワンマンライブ『レミオロメン SUMMER LIVE
“STAND BY ME”』公演が収録されている。なお、当日披露された楽曲の内、「蒼の世界」「コスモス」「電話」「プログラム」「日めくりカレンダー」「明日に架かる橋」は未収録となった。Disc 2は"Gream" sideと銘打たれ未発表の新録曲が収録された。
オリコンチャート初登場4位を獲得。3作連続でのトップ5入りと月間チャート入りを果たし、日本レコード協会からのゴールドディスク認定を記録した。

## 収録曲
| #         | タイトル             | 作詞  | 作曲・編曲 | 時間 |
| --------- | -------------------- | ----- | ---------- | ---- |
| 1.        | 「モラトリアム」     |       |            | 5:07 |
| 2.        | 「1-2 Love Forever」 |       |            | 4:31 |
| 3.        | 「ドッグイヤー」     |       |            | 3:31 |
| 4.        | 「傘クラゲ」         |       |            | 4:04 |
| 5.        | 「五月雨」           |       |            | 5:04 |
| 6.        | 「シフト」           |       |            | 3:29 |
| 7.        | 「MONSTER」          |       |            | 5:18 |
| 8.        | 「紙ふぶき」         |       |            | 4:48 |
| 9.        | 「粉雪」             |       |            | 5:23 |
| 10.       | 「南風」             |       |            | 4:11 |
| 11.       | 「雨上がり」         |       |            | 5:31 |
| 12.       | 「スタンドバイミー」 |       |            | 6:06 |
| 13.       | 「3月9日」           |       |            | 5:14 |
| 14.       | 「太陽の下」         |       |            | 4:10 |
| 15.       | 「流星」             |       |            | 4:28 |
| 合計時間: | 合計時間:            | 70:55 |            |      |

| #         | タイトル       | 作詞・作曲 | 編曲                   | ストリングスアレンジ | 時間 |
| --------- | -------------- | ---------- | ---------------------- | -------------------- | ---- |
| 1.        | 「アイランド」 | 藤巻亮太   | レミオロメン、小林武史 | 小林武史、四家卯大   | 5:59 |
| 合計時間: | 合計時間:      | 合計時間:  | 合計時間:              | 合計時間:            | 5:59 |

### 解説
「アイランド」
新録曲。当時の藤巻亮太の心境を書いた内容であり、藤巻自身でさえネガティブな内容だから発表するか悩んだ楽曲だったと後に語っている。この楽曲で『ミュージックステーション』に8度目の出演を果たした。後に1stベストアルバム『レミオベスト』にも収録された。

## 参加ミュージシャン
レミオロメン
- 藤巻亮太：Vocal & Guitar
- 神宮司治：Drums
- 前田啓介：Bass

サポートミュージシャン
- 皆川真人：Keyboards ("Flash" side)
- 小林武史：Keyboards ("Gleam" side)
- 四家卯大ストリングス：Strings ("Gleam" side)